# 奥马尔·萨利姆
奥马尔·盖尔盖伊·萨利姆（Omar Gergely Salim，2003年4月12日—），匈牙利男子跆拳道运动员，2021年欧洲跆拳道锦标赛男子54公斤级金牌得主、2022年欧洲跆拳道锦标赛男子54公斤级金牌得主、2022年世界跆拳道锦标赛男子54公斤级金牌得主。